# 克鲁西兰迪亚
克鲁西兰迪亚是巴西米纳斯吉拉斯州的一个市镇。总面积166.451平方公里，总人口4593人，人口密度27.6人/平方公里。